# Harengula
Harengula è un genere di pesci ossei marini appartenente alla famiglia Clupeidae.

## Distribuzione e habitat
I membri del genere si incontrano unicamente nei mari americani nelle fasce tropicali e subtropicali. Tre delle quattro specie vivono nell'Oceano Atlantico, soprattutto nel mar dei Caraibi, e una (H. thrissina) nell'Oceano Pacifico.

## Specie
- Harengula clupeola
- Harengula humeralis
- Harengula jaguana
- Harengula thrissina[1]